# Aphrodite Jones
Aphrodite Jones (née le 27 novembre 1959 à Chicago) est une écrivain et journaliste américaine. Elle s'est spécialisée dans l'analyse des faits divers sordides, s'intéressant plus particulièrement à ceux qui suscitent un débat dans l'opinion publique. Auteur de huit best-sellers et reconnue « Meilleur auteur » par le New York Times, elle mène dans chacun de ses ouvrages une investigation approfondie sur une grande affaire judiciaire. Elle intervient également à la télévision, à la radio et dans la presse écrite, apportant son éclairage à des procès aussi célèbres que ceux de Michael Jackson, O. J. Simpson, Robert Blake ou encore Charles Manson. À travers ses recherches, elle espère améliorer la compréhension des déclencheurs de la violence et pouvoir ainsi mieux prévenir le passage à l'acte des criminels.

## Publications
Remarque : tous les livres écrits à ce jour par Aphrodite Jones portent sur des faits divers réels.
The FBI KillerL'histoire d'un agent du FBI (Mark Putnam) devenu meurtrier, qui parviendra à cacher durant un an la disparition inexpliquée de l'une de ses collègues (Susan Daniels Smith) avant d'avouer l'avoir tuée.
Cruel SacrificeCe livre tente de comprendre comment quatre adolescentes apparemment sans histoires en sont arrivées, lors d'une terrible soirée, à enlever, torturer puis brûler vive une petite fille de douze ans. L'ouvrage est entré directement à la 4e place de la liste des best-sellers du New York Times et est ensuite resté en première position durant plus de quatre mois.
All She WantedLe livre plonge dans la problématique de la transidentité en retraçant le parcours de Brandon Teena, jeune homme trans américain assassiné par des « amis » qui avaient découvert son terrible secret : depuis plusieurs années, Brandon, né dans un corps de femme, vivait sous une identité masculine.
Della's WebUn ouvrage consacré aux violences conjugales contre les hommes, thème abordé à travers le portrait de Della "Dante" Sutorius, une femme cruelle ayant assassiné son cinquième mari après s'être rendue coupable de violences sur ses quatre époux précédents.
The Embrace - A True Vampire StoryCe livre s'intéresse au parcours d'un groupe d'adolescents gothiques meurtriers dont la source d'influence, Rod Ferrell, âgé de 16 ans, s'est rendu coupable d'un double meurtre. Se décrivant comme un « antéchrist » convaincu de jouir de pouvoirs surnaturels, Ferrell a été condamné à mort, puis sa peine commuée en prison à perpétuité.
Red Zone - The Behind-the-Scenes Story of the San Francisco Dog Maulinglorsque l'athlète Dianne Whipple, âgée de 33 ans, est mise à mort par des chiens, les propriétaires des animaux, deux avocats (Marjorie Knoller et Robert Noel), sont mis en examen. Au cours de l'enquête, la vérité émerge peu à peu et l'on découvre que les avocats étaient au cœur d'un trafic d'animaux : les chiens dressés pour tuer étaient revendus à des laboratoires fabriquant illégalement des méthamphétamines, où ils montaient la garde.
A Perfect HusbandCe livre explore le passé sordide de Michael Peterson, écrivain dont la femme a été retrouvée morte au pied de l'escalier de leur maison. En menant l'enquête, la justice découvre qu'une amie de l'écrivain était elle aussi décédée dans les mêmes conditions. Malgré le soutien d'un médecin légiste ayant témoigné en sa faveur lors du procès, et le manque de preuves matérielles, Michael Peterson sera condamné pour meurtre.
Michael Jackson ConspiracySorti le 13 juin 2007, deux ans après l'acquittement de Michael Jackson dans un procès pour pédophilie hautement médiatisé, le livre plonge dans les coulisses du dossier. S'appuyant sur les transcriptions des audiences, sur des entretiens avec le président du jury et l'avocat de Michael Jackson (Thomas Mesereau), autorisée par le juge à passer en revue les pièces à conviction, Aphrodite Jones livre un compte rendu documenté et objectif de l'affaire, retraçant les étapes et les témoignages qui ont conduit le jury à voter l'acquittement de la star et posant la question du traitement médiatique des procès impliquant des accusés célèbres. Le livre sortira en français le 26 mai 2008 (titre : « Le complot contre Michael Jackson »).
Aphrodite Jones est également intervenue comme experte en criminologie dans la presse écrite, en particulier dans le New York Times, le Los Angeles Times, USA Today, le Miami Herald, le New York Post, le New York Daily News, Variety et le Hollywood Reporter.

## Télévision & cinéma
Aphrodite Jones est intervenue comme analyste judiciaire dans les émissions suivantes : The Today Show, MSNBC Investigates, Catherine Crier Live, American Justice, America's Most Wanted, The CBS Early Show, CNN Newsstand, The Abrams Report, Live with Paula Zahn, Geraldo at Large, Inside Edition, Extra!, The New Detectives, Montel Williams, Medical Detectives, Primetime Justice avec Nancy Grace, The Big Idea avec Donny Deutsch, Heartland, The Live Desk, The Big Story, ainsi que The O'Reilly Factor.
- Le livre A Perfect Husband a donné lieu à une série télévisée baptisée The Staircase Murders.
- Le livre The FBI Killer' a également été porté au petit écran dans un téléfilm intitulé Betrayed By Love.
- Le livre All She Wanted a servi de base à l'écriture du scénario du film Boys Don't Cry, dont l'actrice principale a remporté un Oscar pour son interprétation.
- Le livre The Embrace - A True Vampire Story a donné lieu à une émission spéciale de deux heures, The Secret Lives of Vampires. Les droits du film ont aussi été achetés par une société de production, « Zoom Entertainment ». La sortie dans les cinémas américains est prévue dans le courant de l'année 2008.